# ビッグバン

ビッグバン理論では、宇宙は極端な高温高密度の状態で生まれた、とし（下）、その後に空間自体が時間の経過とともに膨張し、銀河はそれに乗って互いに離れていった、としている（中、上）。

ビッグバン（英: Big Bang）とは、宇宙は非常に高温高密度の状態から始まり、それが大きく膨張することによって低温低密度になっていったとする膨張宇宙論（ビッグバン理論）における、宇宙開始時の爆発的膨張。インフレーション理論によれば、時空の指数関数的急膨張（インフレーション）後に相転移により生まれた超高温高密度のエネルギーの塊がビッグバン膨張の開始になる。その時刻は今から138.2億年（13.82 × 109年）前と計算されている。
遠方の銀河がハッブル–ルメートルの法則に従って遠ざかっているという観測事実を一般相対性理論を適用して解釈すれば、宇宙が膨張しているという結論が得られる。宇宙膨張を過去へと外挿すれば、宇宙の初期には全ての物質とエネルギーが一カ所に集まる高温度・高密度状態にあったことになる。この高温・高密度の状態よりさらに以前については、一般相対性理論によれば重力的特異点になるが、物理学者たちの間でこの時点の宇宙に何が起きたかについては広く合意されているモデルはない。
20世紀前半までは、天文学者の間でも「宇宙は不変で定常的」という考え方が支配的だった。1948年にジョージ・ガモフは高温高密度の宇宙がかつて存在していたことの痕跡として宇宙マイクロ波背景放射 (CMB) が存在することを主張、その温度を5 Kと推定した。このCMBが1964年になって発見されたことにより、対立仮説（対立理論）であった定常宇宙論の説得力が急速に衰えた。その後もビッグバン理論を高い精度で支持する観測結果が得られるようになり、膨張宇宙論が多数派を占めるようになった。

## 歴史
ビッグバン理論は、紆余曲折を経て、観測と理論の両面が揃って徐々に認められるようになってきた歴史がある。
20世紀初頭では天文学者も含めてほとんどの人々は宇宙は定常的なものだと考えていた。「宇宙には始まりがなければならない」という考えを口にする天文学者は皆無だった。エドウィン・ハッブルも、柔軟な考えを持っていると評価されているアインシュタインですらも「宇宙に始まりがあった」という考えには否定的であった。
1922年にソ連の天文学者であるアレクサンドル・フリードマンが膨張する宇宙のモデルを発表する。
1927年にはベルギーの司祭で天文学者のジョルジュ・ルメートルが一般相対論のフリードマン・ロバートソン・ウォーカー計量に従う方程式を独自に導き出し、渦巻銀河が後退しているという観測結果に基づいて、「宇宙は原始的原子 (primeval atom) の“爆発”から始まった」というモデルを提唱した。
1929年、ハッブルは、銀河が地球に対してあらゆる方向に遠ざかっており、その速度は地球から各銀河までの距離に比例していることを発見した。
ロシア出身の天文・核物理学者ジョージ・ガモフは、ジョルジュ・ルメートルが提唱したビッグバン理論を支持し発展させた。ガモフは、初期の宇宙は全てが圧縮され高密度だったうえに、超高温度だったとし、宇宙の膨張の始まりを、熱核爆弾の火の玉と捉え、創造の材料（陽子、中性子、電子、ガンマ線の高密度ガス。これらの材料をガモフは「イーレム」と呼んだ）が爆発の場で連鎖的に起きる核反応によって、現在の宇宙に見られる様々な元素に転移したのだ、と説明した。1940年代、ガモフとその共同研究者たちは、熱核反応によって創世が起きたとする説明の細部を詳細に描く論文をいくつも執筆した。だが、この説明では上手くいかなかった。原子核のなかには非常に不安定なものがあり、再融合する前にバラバラになり、彼が求めていた、元素へと組成する連鎖が途中で途切れてしまうのだった。ガモフたちの研究や論文は無視され軽視されたままになり、研究チームは1940年代末に解散してしまい、チームメンバーでは科学を捨てる者もいた。ガモフ自身も研究者としては一線を退いたが、ガモフは大衆向けに科学や宇宙論の本を書いたりし、次世代に影響を与えた。
フレッド・ホイルは「宇宙に始まりがあった」という考えを嫌っていた。ホイルが1948年に出したモデルは「定常モデル」と呼ばれる。このモデルでは銀河が互いに遠ざかるに従って、あとに残った空間に新しい物質が現れ出て、それが固まることで新たな銀河を形成してゆくとし、これにより宇宙の物質密度が一定に保たれるとした。このモデルでは大まかに言えば、宇宙はいつでも同じように見えることになる。これは「宇宙は永遠で無限だから偉大なのだ」と考える当時の科学者たちの心をつかんだ。またホイルの説はビッグバン説よりエレガントに思われたため物理学者らに好まれた。ハッブルまで定常説が自然だと見なしていた。
しかしホイルは、定常モデルであってもビッグバン・モデルと同様に炭素・酸素・金・鉄・窒素・ウラン・鉛などの化学元素の起源を説明しなければならない、という問題に気づいた。ホイルは、時間の始まりに一発のビッグバンがあってそれが核反応炉の役割を果たしたとしなくても元素が創生されたと説明がつくことを示すために、「星ではありとあらゆる核種変換が起こっている」と提唱した。そのため1953年にはカリフォルニア工科大学ケロッグ放射線研究所に赴いて、所長のウィリアム・ファウラーの協力で、泡箱を用いて原子核の衝突実験（3個のヘリウムでできる炭素の原子核の性質を調べる実験）を成功させた。これにより炭素は星のなかで無尽蔵に作られる性質があることが判った。その後も彼ら2人を含めて数名が元素の歴史に迫り、B2FH論文に結実させた。だが、こうした論文は定常モデルに有利に働いたというよりむしろ、ハッブルの観測によって導かれた星の進化に関するアイディア群がより完成度を高めた、と一般には見なされた。
《ビッグバン VS 定常宇宙》論争では、ローマカトリックは早い段階で、どちらの陣営を支持するか態度を明らかにしていた。1951年に教皇ピウス12世はバチカン宮殿で会議を開き、「ビッグバンはカトリックの公式の教義に矛盾しない」との声明を発表した。
1953年にハッブルが亡くなると、ウィルソン山天文台で彼の部下であったアラン・サンデージは、ハッブルが計画した「宇宙のサイズと運命を推算する仕事」を引き継いだ。当時20代半ばで、ようやく学位論文を仕上げたばかりだった彼は、ルメートルの説を馬鹿げたものとは見なさず、これを「Creation Event （天地創造事件）」と呼んで探究した。サンデージは、膨張宇宙説を支えているのは1920〜30年代に集められた いかにも頼りない証拠にすぎない、ということを認識しており、結局、どの説が正しいかを決定づけるのは彼がウィルソン山天文台で少しずつ、だが系統的に日々集めている観測データであると考えていた。
一方、旧ソ連には核兵器関連の仕事をしつつ物理学者として素粒子物理学に関する論文を書いていたヤコブ・ゼルドビッチがいたが、彼は西側の科学者以上にビッグバン説について研究し、宇宙を巨大な素粒子物理実験と見なすようになっていた。彼は宇宙の元素存在比の表を読み違えて計算したことにより、《熱いビッグバン》は間違いだと考え、《冷たいビッグバン》を長らく信じた。
1964年に宇宙マイクロ波背景放射が発見されて以降は、宇宙が高温高密度の状態から進化したというアイデアを支持する観測的な証拠が次々に発見された、定常宇宙論よりもビッグバン理論のほうが宇宙の起源と進化を説明するのに都合が良いと考える人が多数派になった。
現在の科学者による宇宙論の研究はそのほとんどがビッグバン理論の拡張や改良を含むものである。現在行なわれているほとんどの宇宙論の研究には、ビッグバンの文脈で銀河がどのように作られたかを理解することや、ビッグバンの時点で何が起きたかを明らかにすること、観測結果を基本的な理論と整合させることなどが含まれている。
ビッグバン宇宙論の分野では1990年代の終わりから21世紀初めにかけて、望遠鏡技術の発展とCOBE、ハッブル宇宙望遠鏡、WMAP、プランクといった衛星から得られた膨大な量の観測データとが相まって、非常に大きな進展が見られた。これらのデータによって、宇宙論研究者はビッグバン理論のパラメータを今までにない高い精度で計算することが可能になり、これらによって宇宙の膨張速度は減速しておらず、むしろ加速しているらしいという想定外の発見がもたらされた。

## 名称
ビッグバン（Big Bang）という名称が定着する以前は、天文学者らの間ではフリードマン宇宙論として語られていた。
ルメートルのモデルを「ビッグバン（Big Bang）」と最初に呼んだのはフレッド・ホイルであり、1949年のBBC のラジオ番組 The Nature of Things の中でルメートルのモデルを "this 'big bang' idea" とからかうように呼んだのが始まりであるとされている。
Sir Fred Hoyle “One [idea] was that the Universe started its life a finite time ago in a single huge explosion...This big bang idea seemed to me to be unsatisfactory. ”
科学記者ジョン・ホーガンの取材によるとフレッド・ホイルは揶揄する意味は微塵も無く、何か生き生きとした表現は無いものかと咄嗟に思いついたのが「ビッグ・バン」だったと述べており、「命名者としてパテントを取得しておくべきだったよ」と悔やんでいる旨を明かしている。
その後、初命名者のフレッド・ホイルが「生き生きとした表現」にし過ぎたためか、学術用語として認知されるまでには多少の紆余曲折と時間はかかったが、広く普及してしまい、定着した。

## 概観
Ia型超新星を用いた宇宙膨張速度の測定や宇宙マイクロ波背景放射の揺らぎの観測、また銀河の相関関数の測定から、我々の宇宙の年齢は137.99 ± 0.21億年と見積もられている。これら三つの独立した観測結果が一致しているという事実は、宇宙に含まれる物質やエネルギーの詳細な性質を記述する、いわゆるΛ-CDMモデルを支持する強い証拠であると考えられている。
初期宇宙は信じられないほど高いエネルギー密度と、それに伴う非常に高い温度と圧力で一様・等方的に満たされていた。その後宇宙は膨張して冷却し、それに伴って相転移を引き起こした。この相転移は水蒸気が凝結したり水が凍ったりする物理過程と類似しているが、宇宙の相転移は素粒子に関連した過程である。
プランク時代の約10−35秒後、相転移によってインフレーションと呼ばれる宇宙の指数関数的膨張が引き起こされたと考えられている。インフレーションが終了した後、宇宙の物質要素はクォーク・グルーオンプラズマと呼ばれる状態で存在していた（これにはクォーク、グルーオン以外のあらゆる粒子も含まれている。なお、2005年には、この宇宙初期に近い物質状態がクォーク・グルーオン液体として実験的に作られた可能性も報告された ）。このプラズマ中では粒子は全て相対論的速度で運動している。宇宙の大きさが大きくなるにつれて、温度は下がり続けた。ある温度に達したところでバリオン数生成と呼ばれる未知の相転移が起こり、クォークとグルーオンが結合して陽子や中性子といったバリオンが作られた。この時に、現在観測されている物質と反物質との間の非対称性が何らかの形で生まれたと考えられている。
さらに温度が下がると、さらなる対称性の破れをもたらす相転移が起こり、これによって、この宇宙に存在する基本的な力と素粒子とが現在のような形になった。この後、ビッグバン元素合成と呼ばれる過程によって、陽子と中性子とが結合してこの宇宙に存在する重水素とヘリウムの原子核が作られた。宇宙が冷えるにつれて、物質の相対性理論的速度での運動は次第に収まり、物質の静止質量エネルギー密度の方が放射（電磁波）のエネルギー密度よりも重力的に優勢になった。およそ30万年後には電子と原子核とが結合して原子（そのほとんどは水素原子）が作られた。これによって放射は物質と相互作用する確率が低くなり、ほぼ物質に妨げられることなく空間内を進むことができるようになった。この時期の放射の名残が宇宙マイクロ波背景放射である。
時間が経つにつれて、ほとんど一様に分布している物質の中でわずかに密度の高い部分が重力によってそばの物質を引き寄せてより高い密度に成長し、ガス雲や恒星、銀河、その他の今日見られる天文学的な構造を形作った。この過程の細かい部分は宇宙の物質の量と種類によって変わってくる。ここでは物質の種類としては、冷たいダークマター、熱いダークマター、バリオンの3種類が可能性として考えられる。現在最も精度の良い測定（WMAPによる）によると、宇宙の物質の大部分を占めているのは冷たいダークマターであると見られている。それ以外の2種類の物質が占める割合は宇宙全体の物質の20%以下である。
今日の宇宙ではダークエネルギーと呼ばれる謎のエネルギーが優勢であるらしいことがわかっている。現在の宇宙の全エネルギー密度のうちおよそ70%がダークエネルギーである。宇宙にこのような構成要素が存在することは、大きな距離スケールで時空が予想よりも速く膨張しており、このために宇宙膨張が速度と距離の比例関係からずれていることが明らかになったのがきっかけとなって知られるようになった。
ダークエネルギーは最も単純な形では一般相対性理論のアインシュタイン方程式の中に宇宙定数項として現れるが、その組成は不明である。より一般的に言うと、ダークエネルギーの状態方程式の詳細や素粒子物理学の標準模型との関係について、観測と理論の両面から現在も研究が続けられている。
これら全ての観測結果は、Λ-CDMモデルと呼ばれる宇宙論モデルに凝縮されている。6個の自由パラメータを持つビッグバン理論の数学モデルである。
宇宙の始まりの時代、今までの素粒子実験で調べられたことがないほど粒子のエネルギーが高かった時期を詳しく見ていくと、謎が浮かび上がってくる。大統一理論によって予想されている最初の相転移よりも前、宇宙最初の10−33秒間については、説得力のある物理モデルは存在しない。アインシュタインの相対性理論では、宇宙は、「最初の瞬間」には密度が無限大になる重力的特異点になる。これより以前の宇宙の状態を記述するには、量子重力理論が必要になると考えられる。この時代（プランク時代）の宇宙の状態を解明することは現代の物理学の大きな未解決問題の1つである。

## 理論的基盤
現在のところ、ビッグバンは次の3つの仮定に依存しているとされる。
1. 物理法則の普遍性
2. 宇宙原理
3. コペルニクスの原理

最初にビッグバンが考え出された時にはこれらのアイデアは単なる仮定と考えられていたが、今日ではこのそれぞれを検証する試みが行なわれている。物理法則の普遍性の検証からは、宇宙年齢の間にわたって微細構造定数に生じ得たずれの大きさは最大でも10−5のオーダーであることが分かっている。宇宙原理を定義している宇宙の等方性については10−5以内のレベルで成り立っていることが検証されており、一様性については最大10%のレベルで成り立っていることが分かっている。また、コペルニクスの原理についてはスニヤエフ・ゼルドビッチ効果による銀河団とCMBとの相互作用を観測するという手法で検証する試みが行われており、1%の精度で検証されている。
ビッグバン理論では、任意の場所での時刻を「プランク時代からの時間」として曖昧さなく定義するためにワイルの仮定を用いる。この系では大きさは共形 (conformal) 座標と呼ばれる座標系に従って決められる。この座標系ではいわゆる共動距離と共形時間を用いることで宇宙膨張の効果を消し去る。宇宙膨張は宇宙論的スケール因子によって、時空のサイズを考慮してパラメータ化される。共動距離と共形時間はそれぞれ、宇宙論的な運動に乗って動く物体間の共動距離が常に一定となるように、また粒子的地平線、すなわちある場所から見た宇宙の観測限界が共形時間と光速によって決まるように定義される。
宇宙がこのような座標系で記述されることから、ビッグバンは物質が空っぽの宇宙を満たすように外に向かって爆発するのではないことが分かる。ビッグバンでは時空自体が膨張するのである。我々の宇宙でどのような2つの定点をとっても二点間の物理的距離が大きくなる原因はこれによって説明される。（例えば重力などによって）一体に束縛されている物体の系は時空の膨張とともに膨張はしない。これは、これらの物体を支配する物理法則が普遍的に成り立ち、計量の膨張とは無関係であることが仮定されているためである。加えて、局所的なスケールでの現在の宇宙膨張は非常に小さいため、仮に物理法則が宇宙膨張に依存していたとしても現在の技術では測定不可能である。

## 観測的証拠
一般に、宇宙論においてビッグバン理論を支持する観測的な支柱が三つあると言われている。それは、銀河の赤方偏移に見られるハッブル則的な膨張と、宇宙マイクロ波背景放射の詳細な観測、それに軽元素の存在量である（元素合成を参照のこと）。これらに加えて、宇宙の大規模構造の相関関数の観測も標準的なビッグバン理論とよく一致している。

### ハッブル則に従う膨張
遠方の銀河とクエーサーの観測から、これらの天体が赤方偏移していることが分かっている。これは、これらの天体から出た光がより長い波長へとずれていることを意味する。この赤方偏移は、これらの天体のスペクトルをとって、それらの天体に含まれる原子が光と相互作用して生じる輝線や吸収線の分光パターンを実験室で測定したスペクトルと比較することで分かる。この分析から、光のドップラーシフトに対応した値の赤方偏移が測定され、これは後退速度として説明される。後退速度を天体までの距離に対してプロットすると、ハッブルの法則として知られている比例関係が現れる。
{\displaystyle v=H_{0}D\,}
ここで
v は銀河や遠方の天体の後退速度
D は天体までの距離
H0 はハッブル定数。WMAPによる2005年現在の観測値は 71 ± 4 km/s/Mpc
観測されているハッブルの法則については2つの説明が可能である。1つは、我々は銀河が四方に飛び去る運動の中心にいるというものである。これはコペルニクスの原理の仮定の下では受け入れがたい。もう1つの説明は、宇宙は時空の唯一の性質として、全ての場所で一様に膨張しているとするものである。この種の一様な膨張というアイデアは、ハッブルによる観測と解析が行われるより以前に一般相対論の枠組みの中で数学的に考え出されたもので、フリードマン、ルメートル、ロバートソン、ウォーカーらによって独立に提案されて（フリードマン・ロバートソン・ウォーカー計量）以来、現在もなおビッグバン理論の土台となっている。

### 宇宙マイクロ波背景放射
ビッグバン理論からは、バリオン数生成の時代に放出された光子による宇宙マイクロ波背景放射 (CMB) の存在が予測されていた。初期宇宙は熱平衡の状態にあったため、プラズマが再結合するまでは放射とプラズマの温度は等しかった。原子が作られる以前には、放射はコンプトン散乱と呼ばれる過程によって一定の割合で吸収・再放射されていた。つまり、初期の宇宙は光に対して不透明だった。しかし宇宙が膨張によって冷却すると、やがては温度が3000 K以下にまで下がり、電子と原子核とが結合して原子を作り、原始プラズマは電気的に中性のガスに変わった。この過程は光子の脱結合 (decoupling) として知られている。中性原子のみとなった宇宙では放射はほぼ妨げられることなく進むことができる。
初期の宇宙は熱平衡状態にあったため、この時代の放射は黒体放射スペクトルを持ち、今日まで自由に宇宙空間を飛んでいる。ただし宇宙のハッブル膨張によってその波長は赤方偏移を受けている。これによって元々の高温の黒体スペクトルはその温度が下がっている。この放射は宇宙のあらゆる場所で、あらゆる方向からやってくるのが観測できる。
1964年、アーノ・ペンジアスとロバート・W・ウィルソンは、ベル研究所にある新型のマイクロ波受信アンテナを使って一連の試験観測を行なっていた時に宇宙背景放射を発見した。この発見は一般的なCMBの予想を確実に裏付けるものだった。発見された放射は等方的で、約3Kの黒体スペクトルに一致することが明らかとなったのである。この発見によって宇宙論をめぐる意見はビッグバン仮説を支持する方へと傾いた。ペンジアスとウィルソンはこの発見によって1978年にノーベル物理学賞を受賞した。
1989年にNASAは宇宙背景放射探査衛星 (COBE) を打ち上げた。1990年に発表されたこの衛星による初期の成果は、CMBに関するビッグバン理論による予想と一致した。COBEは2.726 Kという初期宇宙の名残の温度を検出し、CMBが約105分の1の精度で等方的であると結論した。1990年代にはCMBの非等方性が数多くの地上観測によって詳しく調査され、非等方成分の典型的な角度サイズ（天球上でのサイズ）の測定から、宇宙は幾何学的に平坦であることが明らかになった（宇宙の形を参照のこと）。
2003年の初めにはWMAP探査機の観測結果が発表され、宇宙論パラメータのいくつかについてこの時点で最も精度の良い値が得られた（宇宙背景放射の観測実験を参照）。この探査機のデータからいくつかのインフレーションモデルは妥当性を否定されたものの、観測結果は大筋ではインフレーション理論と整合するものだった。続いて、欧州宇宙機関 (ESA) によって2009年に打ち上げられた探査機プランクにより、さらに高精度で測定が行われた。

### 軽元素の存在比
ビッグバンモデルを用いると、この宇宙に存在するヘリウム4 (4He)、ヘリウム3 (3He)、重水素 (2H)、リチウム7 (7Li) の中性水素 (1H) に対する相対的濃度を計算することができる。全ての組成はバリオン－光子比という1個のパラメータに依存している。ビッグバン理論で予想される存在比（個数比ではなく質量比）の値は、4He/1H が約0.25、2H/1H が約10−3、3He/1H が約10−4、7Li/1H が約10−9である。
実際に測定されている存在量は全て、バリオン－光子比という1つの値から予想される値と一致している。軽元素の相対的存在比を説明できる理論はこれ以外には知られていないため、この事実はビッグバンの強い証拠と考えられている。
若い時代の宇宙（恒星内での原子核合成で生成された核種を含まない、星形成以前の宇宙）において、ヘリウム4が重水素よりも多く存在することや重水素がヘリウム3よりも多く存在すること、さらにそれが宇宙のどこでも一定の比率であることを明確に説明できる理論は、ビッグバン理論以外にはない。

### 銀河の進化と分布
銀河やクエーサーの形態と分布の詳細な観測からビッグバンの強い証拠が得られている。観測データと理論によって、最初のクエーサーや銀河はビッグバンからおよそ10億年後に生まれ、その後で銀河団や超銀河団などのより大きな構造が今に至るまで作られていることが示唆されている。恒星の集団は時間とともに状態を変化させるので、（初期の宇宙にあるものと見なされる）遠方の銀河は（新しいと見なされる）我々の近傍にある銀河とは大きく異なっているように見える。加えて、相対的に最近に生まれた銀河も、同じ距離にあってビッグバンの直後に生まれた古い銀河とは明らかに異なっている。これらの観測結果は定常宇宙モデルに対する強い反論となっている。星形成、銀河・クエーサーの分布、大規模構造の各観測結果はビッグバンモデルによる宇宙の構造形成シミュレーションの結果とよく一致しており、理論の詳細部分を補完するのに役立っている。

## 特徴と問題
ビッグバンが提唱されて以来、この理論にはいくつもの問題が持ち上がってきた。これらの問題のうちのいくつかは今日では主に歴史的興味の対象であり、理論を修正したりより質の良い観測データが得られたことで解決されてきた。それ以外の問題、例えば尖ったハローの問題 (cuspy halo problem) や矮小銀河問題、冷たいダークマターといった問題については、理論を改良することで対処できるため、致命的な問題ではない、と考えられている。
ビッグバンがあったことに疑念を抱く人や、全く信じない人、ビッグバン理論支持者が「非標準的宇宙論 (non-standard cosmologies)」と呼ぶ説の支持者も、少数派ではあるが存在する。彼らはビッグバン理論の標準的な問題に対する解決策は理論のその場しのぎ的な修正や補足に過ぎないと主張している。彼らにしばしば攻撃されるのは、標準的宇宙論のダークマターやダークエネルギー、インフレーションといった部分である。「しかし、これらの特徴についての理論的説明は今なお物理学の探求の最前線にある話題であり、しかもビッグバン元素合成や宇宙背景放射、大規模構造、Ia型超新星といった独立した観測から示唆されているものである」という。これらの特徴が持つ重力的効果は観測的にも理論的にも理解されているが、素粒子物理学の標準模型にはまだうまく組み込まれていない。ビッグバン理論のいくつかの面は基礎物理学によって十分には説明されていないが、ほとんどの天文学者や物理学者はビッグバン理論と観測結果がよく合致していることによって、この理論の基本部分は全てしっかりと確立していることを受け入れている、という。
ビッグバン理論にまつわる「問題」と謎を以下に挙げる。

### 地平線問題
地平線問題は情報が光速より速くは伝わらないという前提から導かれる問題である。すなわち、光速に宇宙年齢を乗じて得られる距離（地平線）よりも遠く隔たっている宇宙空間の2つの領域は因果律的に関わりを持たない。観測されている宇宙背景放射 (CMB) の等方性はこの点で問題となる。なぜならCMBの光子が放射された時代の地平線の大きさは、現在の天球上で約2度の大きさにしかならないからである。もし宇宙がプランク時代以来同じ膨張の歴史をたどってきたとすると、これらの領域が同じ温度になった機構が存在しないことになる。
この見かけの矛盾はインフレーション理論で解決される。この理論では、プランク時代の10−35秒後の宇宙では一様等方的なスカラーエネルギー場が優勢であったとする。インフレーションの間、宇宙は指数関数的な膨張を起こし、因果律的につながりのある各領域が、それぞれの地平線を超えて膨張する。ハイゼンベルクの不確定性原理から、このインフレーション期には量子論的な揺らぎが存在したことが予想されている。この揺らぎが後に宇宙スケールにまで引き伸ばされることになる。これらの揺らぎが現在の宇宙に見られる全ての構造の種となる。インフレーションの後、宇宙はハッブルの法則に従って膨張し、因果律的につながりのある範囲を超えて拡大した領域が再び地平線内に入ってくる。こうしてCMBに観測されている等方性が説明される。インフレーション理論は原始揺らぎがほぼスケール不変でガウス分布に従うことを予想しており、これは実際にCMBの測定によって確認されている。

### 平坦性問題
平坦性問題は、ロバートソン・ウォーカー計量に伴う幾何学を考えることで導かれる観測上の問題である。一般的に、宇宙は3種類の異なる幾何学に従う可能性がある。すなわち、双曲線幾何学、ユークリッド幾何学、楕円幾何学である。宇宙の幾何学（曲率）は宇宙に含まれる全エネルギー密度（これはアインシュタイン方程式の上では応力エネルギーテンソルで表される）によって決まる。エネルギー密度が臨界密度より小さければ宇宙の幾何学は双曲線的（負の曲率）に、臨界密度より大きければ楕円的（正の曲率）に、そしてちょうど臨界密度に等しければユークリッド的（曲率0）になる。現在の宇宙のエネルギー密度の測定結果から考えると、宇宙が生まれた直後にはエネルギー密度が1015分の1の精度で臨界密度に等しくなっていた必要がある。これより少しでもはずれた値だった場合には宇宙は急激に膨張してしまうかあっという間にビッグクランチを迎えてしまい、現在存在するような宇宙にはならないことになる。
この問題の解決策もやはりインフレーション理論によって提案されている。インフレーションの時代には時空は急激な膨張によって、それ以前に存在したどんな曲率も均されてしまい、高い精度で平坦になる。このようにしてインフレーションによって宇宙は平坦になったという説明である。

### 磁気単極子問題
磁気単極子問題は1970年代の終わりに提起された。大統一理論によれば宇宙空間には点欠陥が生まれ、これが磁気単極子として現れる。このような磁気単極子は観測からは全く見つかっていないが、大統一理論からはこの観測結果とは全く一致しないほど大量の磁気単極子が生成されることが予想されている。この問題もインフレーションによって解決できる。インフレーションが起こると、曲率が均されて平坦になるのと同様に、これらの点欠陥も全て密度が急激に薄められて観測可能な範囲の宇宙から見当たらないほどになる。

### バリオンの非対称性
この宇宙になぜ物質が反物質よりも多く存在するのかについてはまだ分かっていない。一般には、宇宙が若く非常に高温だった時代には宇宙は統計的に平衡状態にあり、バリオンと反バリオンが同じ数だけ存在したと考えられる。しかし現在の観測からは、宇宙は非常に遠方の領域も含めてほぼ完全に物質から構成されているらしいことが分かっている。そこで、バリオン数生成と呼ばれる未知の物理過程によってこの非対称性が作られたと考えられている。バリオン数生成が起こるためには、アンドレイ・サハロフによって提唱されたサハロフの条件が満たされている必要がある。この条件とは、バリオン数が保存しないこと、C対称性とCP対称性が破れていること、宇宙が熱力学的平衡状態にないことである。ビッグバンではこれら全ての条件が満たされるが、その効果は現在のバリオンの非対称性を説明できるほど強くはない。バリオンの非対称性を説明するためには高エネルギー素粒子物理学の新たな進展が必要である。

### 球状星団の年齢
1990年代の中頃、球状星団の観測結果がビッグバン理論と矛盾する可能性が指摘された。球状星団の星の種族の観測と一致するような恒星進化のコンピュータシミュレーションの研究から、球状星団の年齢は約150億年であるという結果が出た。これは宇宙年齢が137億年であるという見積もりと矛盾する。この問題は1990年代終わりになって、恒星風による質量放出の効果を考慮した新しいコンピュータシミュレーションによって、球状星団の年齢はもっと若いという結果が得られたことによって一般的には解決した。観測による球状星団の年齢の測定結果がどの程度正しいかについては依然として問題も残されているが、球状星団が宇宙で最も古い天体の一種であることは明らかである。

### ダークマター
1970年代から1980年代にかけて、様々な観測（特に銀河の回転曲線の観測）から、宇宙には銀河内や銀河間に働く重力の強さを十分説明できるだけの「目に見える」（電磁波を放出・吸収・散乱する）質量が存在しないことが明らかになった。このことから、宇宙に存在する物質の90%は通常の、つまりバリオンからなる物質ではなく、ダークマターであるという考え方が出てきた。これに加えて、宇宙の質量のほとんどが通常の物質であると仮定すると、観測と強く矛盾するような帰結が得られることも分かってきた。具体的には、もしダークマターが存在しないとすると、宇宙には銀河や銀河団などの高密度の構造がこれほど大きく成長しなかったはずであり、また重水素の量が今よりはるかに多く作られたはずである。ダークマター仮説は当初は議論を呼んだが、現在ではCMBの非等方性や銀河団の速度分散、大規模構造の分布などの観測や、重力レンズの研究、銀河団からのX線の測定などを通じて、標準的宇宙論の一部として広く受け入れられている。ダークマターは重力的な痕跡を通じてしか検出されておらず、ダークマターに当てはまるような粒子は実験室ではまだ見つかっていない。しかし素粒子物理学からはダークマターの候補が数多く挙がっており、これらを検出するプロジェクトがいくつか進んでいる。

### ダークエネルギー
1990年代に宇宙の質量密度の詳細な測定が行なわれると、宇宙のエネルギー密度全体に占める質量の割合は臨界密度の約30%であることが明らかになった。宇宙背景放射の観測が示すように我々の宇宙は平坦なので、残り70%のエネルギー密度が説明されないまま残されていることになる。現在、この謎はもう1つ別の謎と結び付いているように見える。それは、Ia型超新星の複数の独立した観測から、宇宙膨張が厳密なハッブルの法則に従っているのではなく、非線形な加速をしていることが示されているという点である。この加速を説明するためには、宇宙の大部分が大きな負の圧力を持つ成分からなっていることが一般相対論から要請される。このダークエネルギーがエネルギー密度の残り70%を担っていると現在考えられている。ダークエネルギーの正体はビッグバン理論の大きな謎の1つとして残されている。考えられる候補としてはスカラーの宇宙定数やクインテッセンスなどがある。この正体を理解するための観測が現在続けられている。

### ヒミコの発見
2009年、大内正己特別研究員が率いる日米英の国際研究チームが発見したヒミコは、ビッグバンから約8億年後（現在の宇宙年齢の6%、現在から遡ると約129億年前）という宇宙が生まれて間もない時代に存在した巨大天体であり、この天体の存在はビッグバン理論に対して大きな問題を投げかけることになった。
ヒミコは、5万5千光年にも広がり、宇宙初期の時代の天体としては記録的な大きさである。ビッグバン理論では、「小さな天体が最初に作られ、それらが合体集合を繰り返して大きな天体ができる」と考えられているが、ヒミコはビッグバンから約8億年後には既に現在の平均的な銀河と同じくらいの大きさになっていたこととなり、これは理論の根幹を揺るがす事実である。

## ビッグバン理論に基づく宇宙の未来
ダークエネルギーが観測される以前は、宇宙論研究者は宇宙の未来について二通りのシナリオを考えていた。宇宙の質量密度が臨界密度より大きい場合には、宇宙は最大の大きさに達し、その後収縮し始める。それに伴って宇宙は再び高密度・高温になってゆき、宇宙が始まったときと同じ状態（ビッグクランチ）で終わる。またあるいは、宇宙の密度が臨界密度に等しいかそれより小さい場合には、膨張は減速するものの止まることはない。宇宙の密度が下がっていくにつれて星形成は起こらなくなる。宇宙の平均温度は絶対零度に次第に近づいていき、それとともに、より質量の大きなブラックホールも蒸発するようになる。これは熱死あるいは低温死 (cold death) として知られるシナリオである。さらに、陽子崩壊が起こるならば、現在の宇宙のバリオン物質の大多数を占める水素が崩壊する。こうして最終的には放射だけが残る。
現在の加速膨張の観測結果からは、今見えている宇宙は時間とともに我々の事象の地平線を超えてどんどん離れていき、我々とは関わりを持たなくなることが示唆される。最終的な結果がどうなるかは分かっていない。Λ-CDM宇宙モデルは、宇宙定数という形でダークエネルギーを含んでいる。この理論では銀河などの重力的に束縛された系だけはそのまま残され、宇宙が膨張して冷えるに従ってやはり低温死へと向かうことが示唆される。ファントムエネルギー説と呼ばれる別のダークエネルギーの説明では、ダークエネルギーの密度が時間とともに増加し、これによるビッグリップと呼ばれる永遠に加速する膨張によって銀河団や銀河自体もばらばらに壊されてしまうとしている。

## ビッグバンを超える純理論的物理学
今まで提案された理論には以下のようなものがある。
- カオス的インフレーション
- ブレイン宇宙論モデル。ビッグバンはブレイン同士の衝突の結果起こるとするエキピロティックモデルを含む。
- 振動宇宙論。初期宇宙の高温高密度状態は現在と同じような宇宙が過去にビッグクランチを起こした結果であるとする。この説では宇宙は無限回のビッグバンとビッグクランチを繰り返してきたことになる。エキピロティックモデルを拡張した循環モデルはこのシナリオの現代版である。
- 時空の全体は有限であるとするハートル＝ホーキングの境界条件を含むモデル。

これらのシナリオの中には定性的に互いに同等なものもある。これらはそれぞれまだ検証されていない仮定を含んでいる。